# 袖ケ浦市

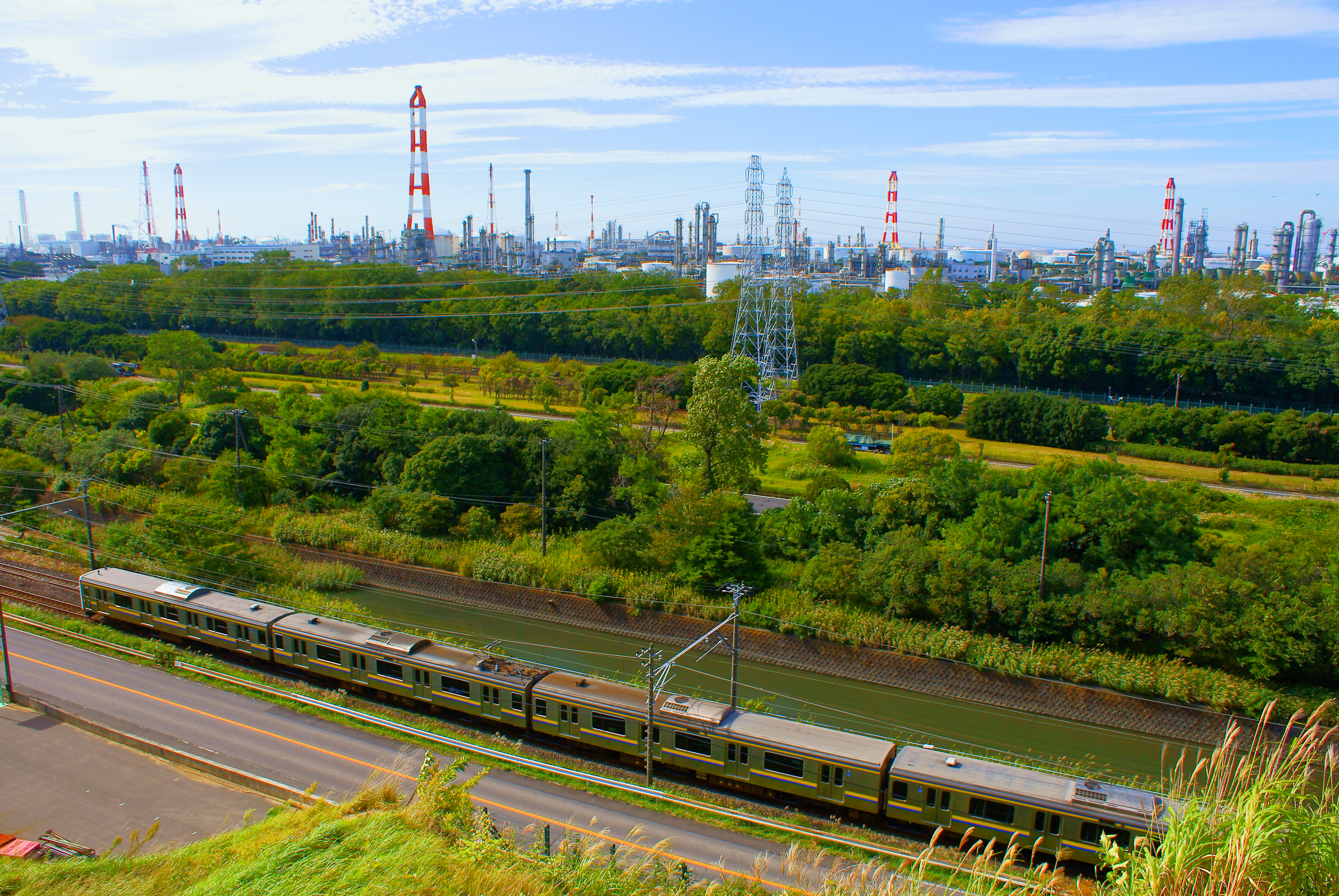
袖ケ浦市の笠上山から京葉工業地帯を見渡す。多数の石油化学プラントが建ち並んでいる。

袖ケ浦市（そでがうらし）は、千葉県の中西部に位置する市。
財政力指数が高く、千葉県内では浦安市、成田市に次ぐ3番目である。また、図書館の蔵書に力を入れており、人口1人あたりの蔵書数では千葉県内で2番目である。

## 地理
千葉県中西部に位置し、県庁所在地である千葉市から約25キロメートルの距離である。東京都の都心から30 - 40キロメートル圏内である。都市雇用圏における東京都市圏に含まれる。なお、東京都（特に東京国際空港）や神奈川県からは東京湾アクアライン若しくは東京湾フェリーを利用した場合が移動距離の短縮となる。
東京湾に面し、関東平野に含まれ、内陸は袖ケ浦台地（台地）になっている。東京湾沿いは石油化学コンビナートを中心とする工業地域であり、市街地も袖ケ浦駅を中心とした沿岸部に集中している。

### 市域
- 面積 - 94.93平方キロメートル
- 東西の距離 - 14.0キロメートル
- 南北の距離 - 13.5キロメートル
- 周囲 - 84.5キロメートル
- 海岸線 - 28.7キロメートル

### 隣接自治体
- 市原市
- 木更津市

## 歴史

### 地名の由来
「古事記」によれば、日本武尊（ヤマトタケルノミコト）が相模国から東征の折り、走水（東京湾）を渡る際、大時化に遭い、そのとき妃の弟橘媛（オトタチバナヒメ）が海中に身を投じて海神の怒りを鎮め、尊の渡海を助ける。その妃の袖が海岸一帯に流れついたという伝説から、東京湾の千葉県側の海岸が「袖ヶ浦」の雅称で呼ばれるようになった。これが袖ケ浦市の名称の起源であるが、本来の袖ヶ浦の範囲は現在の袖ケ浦市より広く、習志野市の臨海部の埋立地の一部にも、袖ケ浦の地名がつけられている。この日本武尊の伝説による地名は、袖ケ浦市のみならず近隣の木更津市と君津市と富津市などに至るまで、市名または市内地名（地番）に伝説として名前を残しているものも多い。また、延喜式にも飫富神社とその名の記載がある飽富神社では、現在でも毎年1月にその年の農作物の出来を占う筒粥の儀式が執り行われている。同じ筒粥は、國勝神社でも1月に行われる。

### 東京湾アクアライン開通と袖ケ浦市

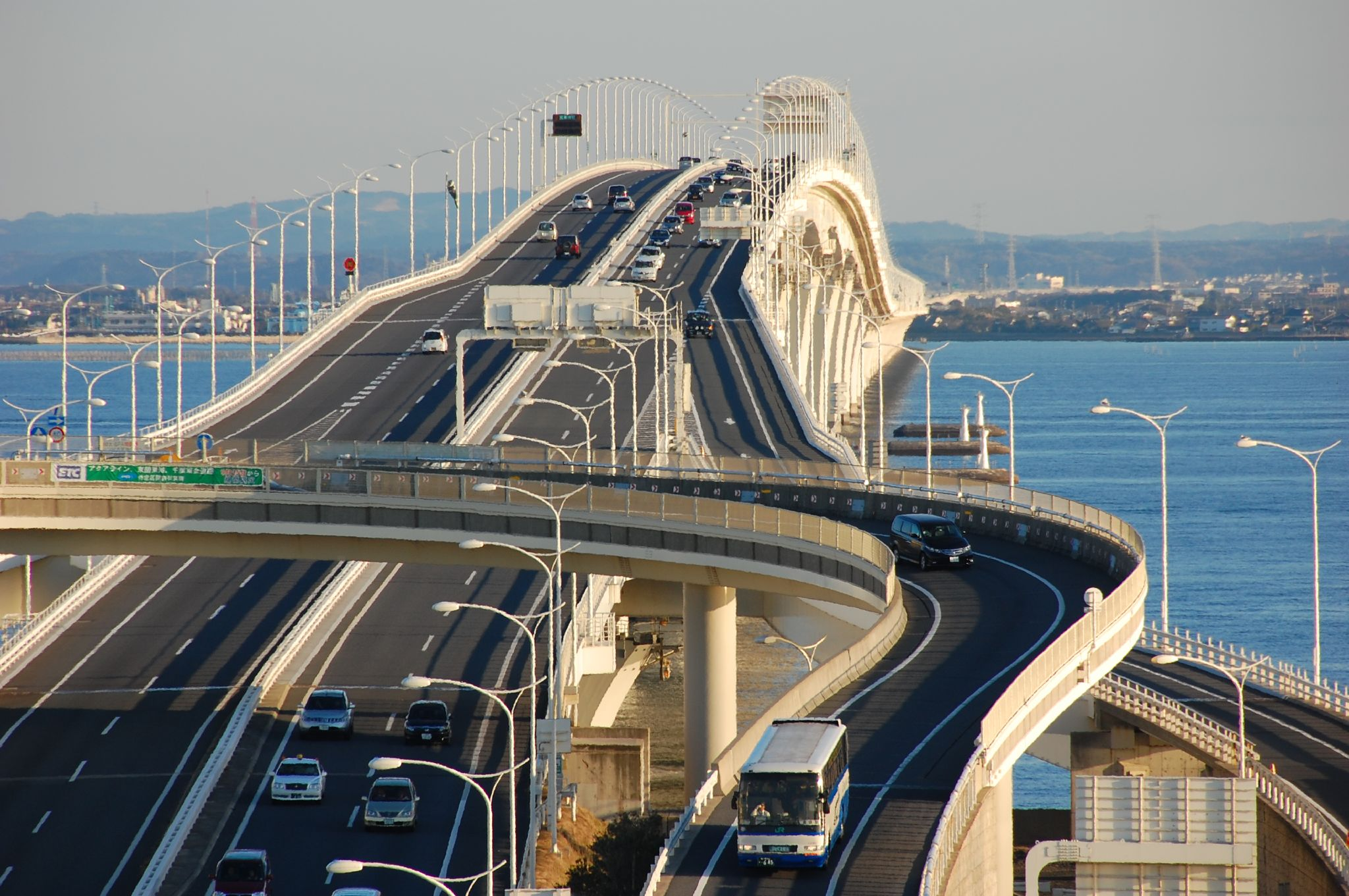
東京湾アクアライン

1997年に隣の木更津市と神奈川県川崎市を結ぶ東京湾横断道路（東京湾アクアライン）が開通し、木更津市に隣接する自治体（本市は木更津市の北隣であり、東京湾アクアラインの千葉県側上陸地点は木更津市北部で本市との市境付近でもあり、木更津市の南隣の君津市と比べてもかなり近い）としてアクアライン経由による神奈川県や東京都へのアクセスの利便性や不動産価格の安さによる、ベッドタウンとしての移住者で木更津市とともに近年に人口が大幅に増加した経緯がある。
市内には東京湾アクアラインと直結する東京湾アクアライン連絡道（アクア連絡道）が通り、袖ケ浦インターチェンジが設置されている。インター付近には袖ケ浦バスターミナルが存在し、アクアライン経由の高速バスが多数発着する。
アクアライン開通の1997年までに館山自動車道（館山道）とアクア連絡道の市内区間が完成し、東京湾アクアライン開通後の2007年に首都圏中央連絡自動車道（圏央道）の市内区間が開通したことにより、高速道路網が全通した。
神奈川県は川崎市（川崎駅、浮島バスターミナル）と横浜市（横浜駅）、東京都は大田区の羽田空港などがアクアラインの対岸の拠点である神奈川県川崎市浮島（ジャンクション、インターチェンジ）に近く、主たるアクセス拠点となっている。

### 沿革
現在の袖ケ浦市は、1971年に新設合併で誕生した2代目の袖ヶ浦町が市制施行したものであるが、ここでは前身となった旧袖ヶ浦町についても述べる。
- 1955年（昭和30年）3月31日 - 君津郡昭和町、長浦村、根形村の一部（大字岩井、大字谷中、大字三黒）が合併して袖ヶ浦町（初代）を新設[2]。
- 1971年（昭和46年）11月3日 - 袖ヶ浦町、平川町を廃し、改めて袖ヶ浦町（2代目）を新設[3]。
- 1991年（平成3年）4月1日 - 袖ヶ浦町が市制施行し、袖ケ浦市となる[4]。同時に自治体名の表記を「袖ヶ浦」（「ヶ」が小文字）から「袖ケ浦」（「ケ」が大文字）に変更した[5]。平成最初の単独市政による市制施行。これにより、君津郡が消滅。

## 人口
平成27年国勢調査より前回調査からの人口増減をみると、0.99％増の60,952人であり、増減率は県下54市町村中13位、60行政区域中16位。
| |                                          |  |
| 袖ケ浦市と全国の年齢別人口分布（2005年） | 袖ケ浦市の年齢・男女別人口分布（2005年） |  |
| ■紫色 ― 袖ケ浦市 ■緑色 ― 日本全国 | ■青色 ― 男性 ■赤色 ― 女性                |  |
| 袖ケ浦市（に相当する地域）の人口の推移 \| 1970年（昭和45年） \| 25,500人 \| \| \| 1975年（昭和50年） \| 31,832人 \| \| \| 1980年（昭和55年） \| 38,837人 \| \| \| 1985年（昭和60年） \| 46,460人 \| \| \| 1990年（平成2年） \| 52,818人 \| \| \| 1995年（平成7年） \| 57,575人 \| \| \| 2000年（平成12年） \| 58,593人 \| \| \| 2005年（平成17年） \| 59,108人 \| \| \| 2010年（平成22年） \| 60,355人 \| \| \| 2015年（平成27年） \| 60,952人 \| \| \| 2020年（令和2年） \| 63,883人 \| \| |                                          |  |
| 総務省統計局 国勢調査より |                                          |  |
| 1970年（昭和45年） | 25,500人                                 |  |
| 1975年（昭和50年） | 31,832人                                 |  |
| 1980年（昭和55年） | 38,837人                                 |  |
| 1985年（昭和60年） | 46,460人                                 |  |
| 1990年（平成2年） | 52,818人                                 |  |
| 1995年（平成7年） | 57,575人                                 |  |
| 2000年（平成12年） | 58,593人                                 |  |
| 2005年（平成17年） | 59,108人                                 |  |
| 2010年（平成22年） | 60,355人                                 |  |
| 2015年（平成27年） | 60,952人                                 |  |
| 2020年（令和2年） | 63,883人                                 |  |

## 行政

### 市長
- 市長：粕谷智浩（2019年（令和元年）11月23日就任、2期目）

#### 歴代首長
旧袖ヶ浦町長
袖ヶ浦町長
| 代 | 氏名       | 就任                       | 退任                       | 備考 |
| -- | ---------- | -------------------------- | -------------------------- | ---- |
| 1  | 鈴木等     | 1971年（昭和46年）11月23日 | 1975年（昭和50年）11月22日 |      |
| 2  | 小島尚     | 1975年（昭和50年）11月23日 | 1979年（昭和54年）11月22日 |      |
| 3  | 吉堀慶一郎 | 1979年（昭和54年）11月23日 | 1991年（平成3年）3月31日   |      |

袖ケ浦市長
| 代 | 氏名       | 就任                       | 退任                       | 備考         |
| -- | ---------- | -------------------------- | -------------------------- | ------------ |
| 1  | 吉堀慶一郎 | 1991年（平成3年）4月1日    | 1995年（平成7年）11月22日  | 旧袖ヶ浦町長 |
| 2  | 小泉義弥   | 1995年（平成7年）11月23日  | 2007年（平成19年）11月22日 |              |
| 3  | 出口清     | 2007年（平成19年）11月23日 | 2019年（令和元年）11月22日 |              |
| 4  | 粕谷智浩   | 2019年（令和元年）11月23日 | 現職                       |              |

### 行政施設

#### 行政センター
- 袖ケ浦市役所
  - 平川行政センター
  - 長浦行政センター

#### 警察
- 木更津市の木更津警察署が市内全域を管轄し、以下の交番や駐在所が市内にある
  - 袖ヶ浦駅前交番
  - 長浦駅前交番
  - 中川駐在所
  - 根形駐在所
  - 平岡駐在所

#### 消防
- 袖ケ浦市消防本部
  - 平川分署
  - 長浦分署

## 立法

### 市議会
- 市議会議員定数は22人。任期は2016年11月3日 - 2020年11月2日（2019年12月10日現在）。
- 議長：佐藤麗子
- 副議長：在原直樹

#### 会派構成
| 会派名                 | 議席数 | 所属議員                             |
| ---------------------- | ------ | ------------------------------------ |
| 創袖クラブ             | 4      | 山口進、村田稔、在原直樹、長谷川重義 |
| 新風会                 | 3      | 湯浅榮、根本駿輔、篠原幸一           |
| 啓政会                 | 3      | 笹生典之、佐久間清、榎本雅司         |
| 志清会                 | 3      | 伊藤啓、小国勇、佐藤麗子             |
| 市民クラブ             | 2      | 鈴木憲雄、阿津文男                   |
| 公明党                 | 2      | 緒方妙子、前田美智江                 |
| 日本共産党袖ケ浦市議団 | 2      | 励波久子、篠崎典之                   |
| 袖和会                 | 2      | 山下信司、笹生猛                     |

### 県政
- 千葉県議会
- 選挙区：袖ケ浦市選挙区
- 定数：1名

### 国政
- 衆議院
  - 選挙区：全域が千葉県第12区に属する。
- 参議院
  - 選挙区：千葉県選挙区に属する。

## 経済

### 産業

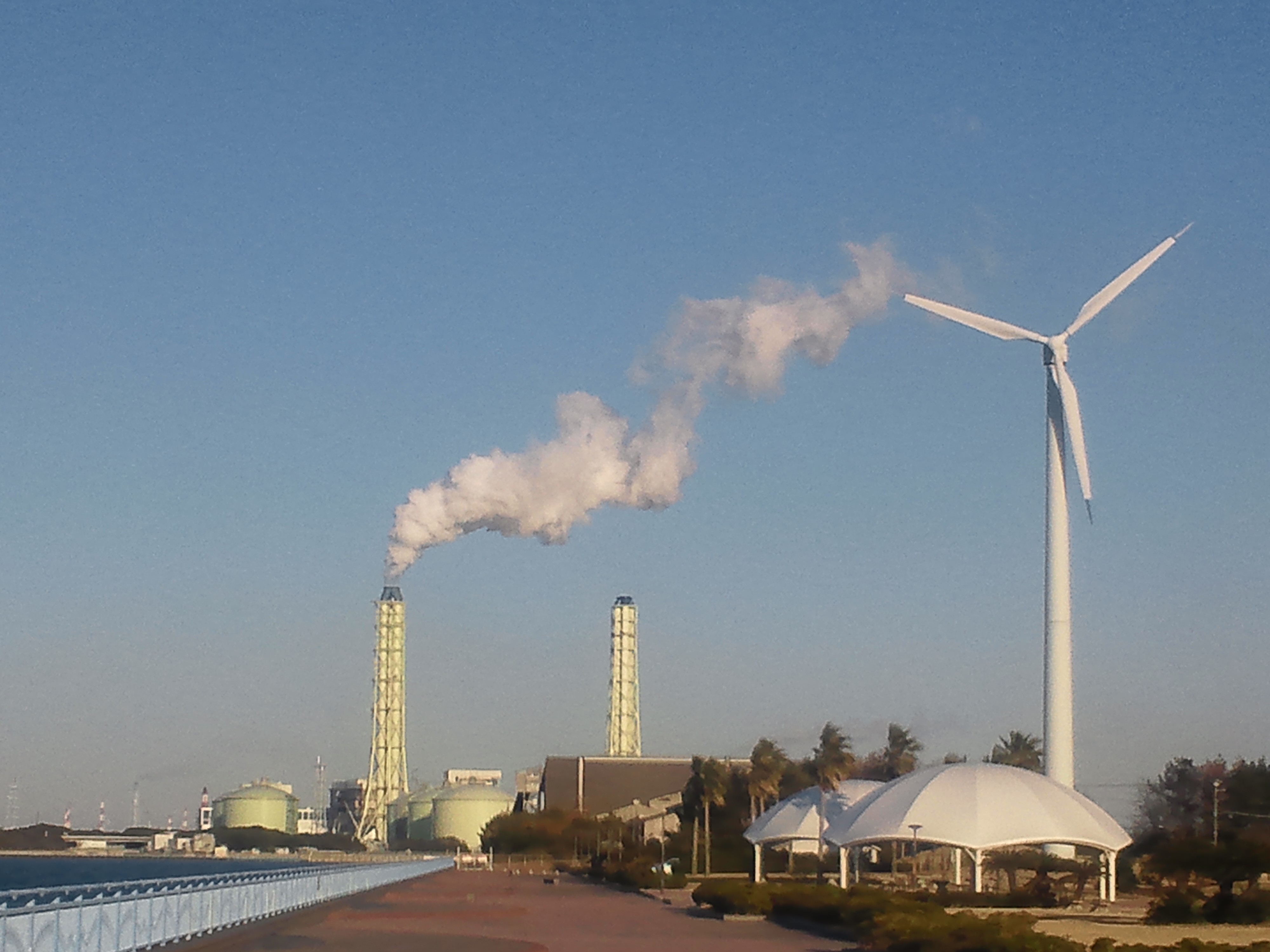
東京電力袖ケ浦火力発電所

京葉工業地帯として工業（製造）が盛んで、特に石油化学コンビナートが多く、製油所・石油化学工場のみならず天然ガス加工工場も擁する。
- 袖ケ浦火力発電所
- 日本テクノ袖ケ浦グリーンパワー
- 富士石油袖ケ浦製油所
- 富士石油中袖基地

臨海部の埋め立て以前はJR内房線の線路付近から海が広がり、海苔養殖が盛んに行われていた。養殖海苔の大半を占める主要品種であるナラワスサビノリの名称は、当市奈良輪で発見、選抜されたことから名付けられたものである。
農産物の作付面積は県内では上位を占める。主に以下の農畜産物などの生産量が多い。
- 組合
  - 君津市農業協同組合
    - 袖ケ浦支店

  - 木更津袖ヶ浦熱帯村（熱帯作物生産組合）

- 野菜
  - ホウレンソウ
  - ラッカセイ
  - サツマイモ
  - サトイモ
  - トウモロコシ

- 果物
  - イチジク
  - ナシ

- その他
  - パンジー
  - 生乳

主な商業施設
- ゆりまち袖ケ浦駅前モール
- イオン長浦店

#### 本社・本店を置く企業
- 広栄化学工業（本店）
- 三育フーズ
- としまや商事

## 姉妹都市・提携都市

### 日本国外
- イタジャイ市（ブラジル連邦共和国サンタ・カタリーナ州）

1979年1月31日、イタジャイ市において、同市長、袖ヶ浦町長との間で提携に関する盟約を取り交わし姉妹都市提携共同宣言書に調印した。

### 日本国内
『平成3年生まれ同期市自治体連絡協議会』関連
- 鶴ヶ島市・日高市（埼玉県）、羽村市（東京都）、香芝市（奈良県）、阪南市（大阪府）

1991年に誕生した上記の市による『平成3年生まれ同期市自治体連絡協議会』を設置。

## 地域

### 地区
合併経緯などの歴史的経緯から、昭和地区、長浦地区、根形地区、中川地区、平岡地区などに分かれている。この他にも新興住宅地域として、袖ケ浦駅前地区、蔵波台地区、代宿団地（けやき台）地区、長浦駅前（さつき台）地区、のぞみ野地区、浜宿団地地区、福王台地区などがある。
| 地区      | 大字・町名                                                                                       |
| --------- | ------------------------------------------------------------------------------------------------ |
| 昭和地区  | 袖ケ浦駅前・坂戸市場・奈良輪・福王台・神納                                                       |
| 長浦地区  | 長浦駅前・今井・野田・蔵波・蔵波台・久保田・代宿                                                 |
| 根形地区  | 飯富・下新田・三ツ作・大曽根・勝・のぞみ野                                                       |
| 中川地区  | 大鳥居・横田・三黒・谷中・百目木・下根岸・阿部・打越・大竹・上宮田・下宮田・玉野・吉野田・滝の口 |
| 平岡地区  | 川原井・林・高谷・三箇・野里・永吉・上泉・下泉・岩井                                             |
| 埋立地 他 | 長浦・南袖・中袖・北袖・椎の森                                                                   |

### 医療
二次医療圏（二次保健医療圏）としては君津医療圏（管轄区域：君津地域）である。三次医療圏は千葉県医療圏（管轄区域：千葉県全域）。
医療提供施設は特筆性の高いもののみを記載する。
- 一次医療圏
  - 袖ケ浦さつき台病院（救急指定病院）
- 二次医療圏
  - 国保直営総合病院君津中央病院（木更津市、災害拠点病院[10]・救命救急センター）

### 教育

#### 高等学校
- 千葉県立袖ヶ浦高等学校

#### 中学校
特記事項を除き、小学校と学区は同一。
- 袖ケ浦市立昭和中学校 - 昭和小学校と奈良輪小学校が学区統合のうえ合流。
- 袖ケ浦市立長浦中学校
- 袖ケ浦市立根形中学校
- 袖ケ浦市立平川中学校 - 平岡小学校と中川小学校が学区統合のうえ合流。
- 袖ケ浦市立蔵波中学校

#### 小学校
- 袖ケ浦市立昭和小学校
- 袖ケ浦市立長浦小学校
- 袖ケ浦市立根形小学校
- 袖ケ浦市立中川小学校
- 袖ケ浦市立平岡小学校
- 袖ケ浦市立蔵波小学校
- 袖ケ浦市立奈良輪小学校
  - 2010年に在校児童が、自由研究でアリジゴクは排泄をしないという原理を覆す研究をした[11]。

#### 特別支援学校
- 千葉県立槇の実特別支援学校 - 袖ヶ浦養護学校（当時）の分校として1970年に開校し、1979年に独立した。

#### 専修学校
- 千葉県自動車整備専門学校（CATS-I）

#### 図書館

袖ケ浦市立中央図書館

- 袖ケ浦市立中央図書館
- 袖ケ浦市立長浦おかのうえ図書館
- 袖ケ浦市立平川図書館
- 根形公民館図書室
- 平岡公民館図書室

#### 体育施設
- 袖ケ浦市総合運動場
  - 袖ケ浦市総合運動場野球場 - 同市福王台の市営球場、市営今井球場の2か所が存在する。
  - 袖ケ浦市総合運動場陸上競技場
  - そでがうら健康づくり支援センター「ガウランド」 - 同市が経営に関わる健康ランド施設、人工温泉や室内プールあり。
  - 臨海スポーツセンター - 室内プールあり、市が経営する総合スポーツ体育館。

### 公共機関
旧・君津郡市の木更津・君津・富津各市と合わせて、君津地域振興事務所として4市一体で管理体制を採っており、一例として公共職業安定所や労働基準監督署などの国の関係機関は隣の木更津市に設けられている。

#### 郵便局
郵便番号は「299-02XX」で、下2桁は地区により異なる。
- 袖ケ浦郵便局 - ホリデーサービス実施局
- 平川郵便局
- 平岡郵便局
- 袖ヶ浦のぞみ野郵便局
- 長浦郵便局
- 袖ヶ浦蔵波郵便局
- 袖ヶ浦さつき台郵便局 - ホリデーサービス実施局

#### 運輸支局
- 関東運輸局千葉運輸支局袖ヶ浦自動車検査登録事務所
  - 当該施設で四輪以上の自動車に対し、「袖ヶ浦」ナンバーが交付される。

#### 火葬場
同市内に設けられていないため、隣接する木更津市の火葬場（きみさらず聖苑）に委託している。
同市内における火葬場設置の構想は1970年代から続いており、火葬場建設のために市内5か所を選定したものの、該当地域住民の同意が得られず、白紙に戻された経緯があり、木更津・君津・富津・袖ケ浦の君津地域4市共同で新火葬場を建設することになり、2016年1月28日に君津地域4市で「木更津市火葬場整備運営事業（仮称）」の覚書を締結し、既存の木更津市の火葬場を建て替えるために共同出資・建設を行うことが決定した。その後、建設工事が進められ2022年12月1日より「きみさらず聖苑」の運用が開始された。

### 衛生
袖ケ浦市指定ゴミ袋を市内や隣の市原市、木更津市の小売店で購入し、自分が住む自治会管轄の近所のゴミステーションに出す。ゴミ袋は市のマスコットキャラクターガウラが印刷されたもので、ゴミの種類で色が異なる。燃えるゴミ袋で印刷ミスが発生し、燃せないゴミ用と印字したことがある。

### インフラ整備の状況

#### 通信
- ケーブルテレビ - 木更津市のジェイコム木更津（旧木更津ケーブルテレビ）が当市全域を管轄している。
- インターネット - 当市全域で光ファイバー回線を利用可能。NTT東日本のフレッツ・テレビ伝送サービスは、市内の一部地域で提供されている。

#### ライフライン
- 東京電力エナジーパートナー - 電力
- 東京ガス - 都市ガス
  - 一部地域に供給している。
- かずさ水道広域連合企業団 - 水道
- NTT東日本 - 通信
  - 同市の市外局番は木更津市と同じ「0438」である。

## 交通

### 空港
市内に空港はなく、千葉県成田市の成田国際空港（成田空港）および東京都大田区の東京国際空港（羽田空港）が最寄りとなる。
- 成田国際空港 - 約50キロメートルの距離（詳細は成田国際空港へのアクセスを参照）
  - 内房線各駅 - 千葉駅（成田線へ乗換）- 空港第2ビル駅・成田空港駅（成田線）
- 東京国際空港 - 約25キロメートルの距離（詳細は東京国際空港へのアクセスを参照）
  - 袖ケ浦バスターミナルより高速バス（羽田空港線）を利用

### 鉄道路線
東日本旅客鉄道（JR東日本）
■内房線
- - 長浦駅 - 袖ケ浦駅 -

■久留里線
- - 横田駅 - 東横田駅 -

京葉臨海鉄道
■臨海本線
- - 北袖駅 - 京葉久保田駅

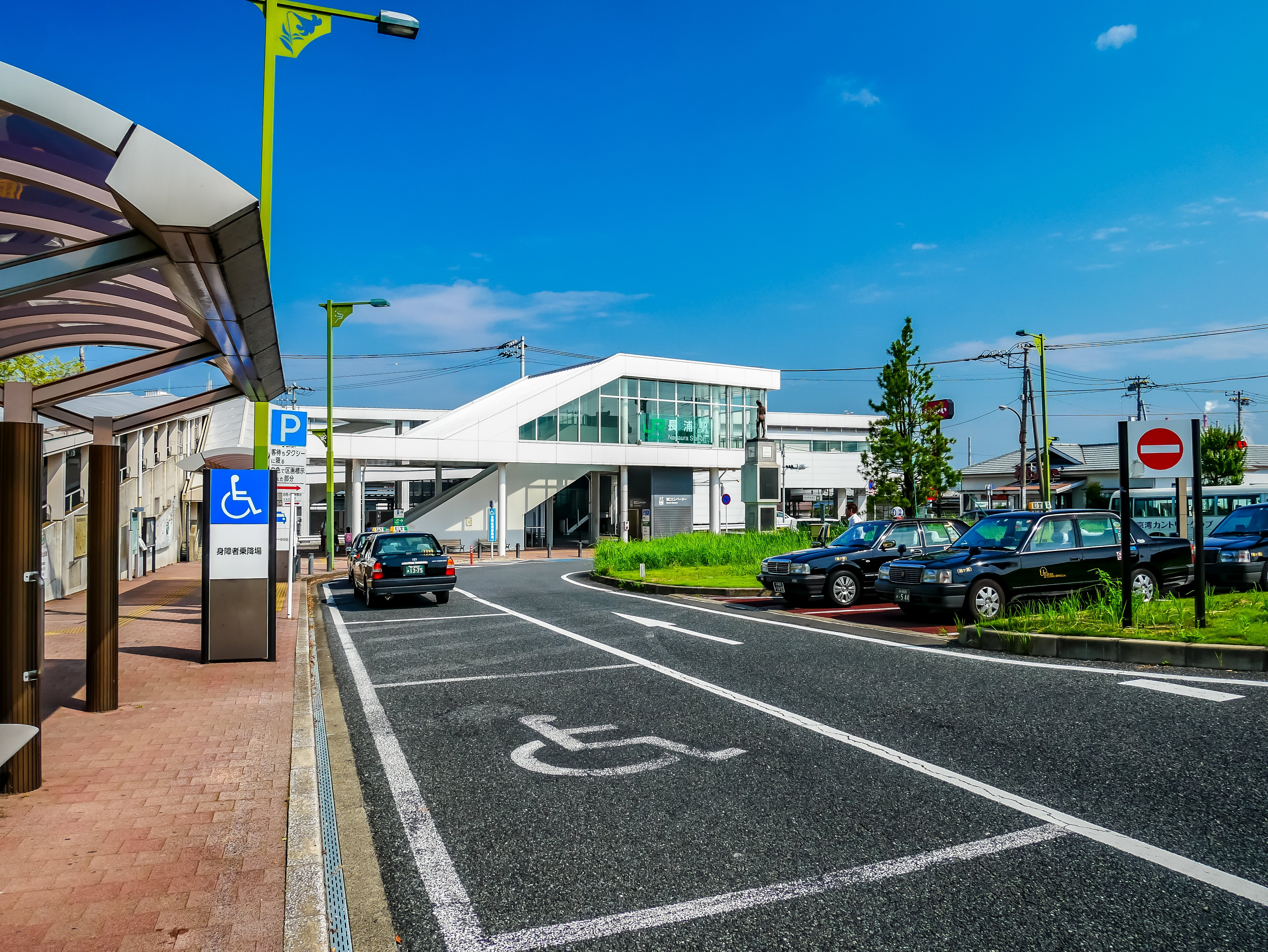
長浦駅

市役所が近い駅は袖ケ浦駅。乗車人員が最も多いのは長浦駅である。

### バス路線
中心バス停：袖ケ浦バスターミナル
高速バスへのパークアンドライドを目的に設置されたもので、高速バスに乗り換えて東京駅・新宿駅・横浜駅・羽田空港・川崎駅・品川駅・渋谷駅・安房鴨川駅などに移動することができる。東京湾アクアライン経由で神奈川県または東京都方面が主流だが、逆方向の鴨川方面へ行く(アクシー号)ことも可能である。

#### 高速バス
東京湾アクアライン経由
- 東京線【アクシー号】（日東交通・京成バス）

亀田病院・安房鴨川駅  - 袖ケ浦バスターミナル ⇔ バスターミナル東京八重洲・東京タワー
- 東京線【東京ガウライナー】（小湊鉄道）

袖ケ浦駅 - 袖ケ浦バスターミナル ⇔  バスターミナル東京八重洲
2017年12月15日運行開始。
- 品川線（日東交通・小湊鉄道・京浜急行バス）

木更津駅 - 袖ケ浦バスターミナル ⇔ 品川駅
長浦駅 - 袖ケ浦駅 - 袖ケ浦バスターミナル ⇔ 品川駅
- 新宿線（小湊鉄道・小田急ハイウェイバス）

木更津駅 - 袖ケ浦バスターミナル ⇔ バスタ新宿 (新宿駅南口)、新宿駅西口
- 渋谷線（小湊鉄道・東急バス）

木更津駅 - 袖ケ浦バスターミナル ⇔ 渋谷マークシティ（渋谷駅）
2018年7月10日運行開始。
- 羽田空港線（日東交通・小湊鉄道・京浜急行バス・東京空港交通）

木更津駅 - 袖ケ浦バスターミナル ⇔ 羽田空港
- 川崎線（日東交通・小湊鉄道・京浜急行バス・川崎鶴見臨港バス）

木更津駅 - 袖ケ浦バスターミナル ⇔ 浮島バスターミナル・川崎駅東口
- 横浜線（日東交通・小湊鉄道・京浜急行バス）

木更津駅 - 袖ケ浦バスターミナル ⇔ 横浜駅東口
館山自動車道経由
- 千葉 - 鴨川線【カピーナ号】（日東交通・京成バス千葉イースト）

亀田病院・安房鴨川駅 ⇔ 高谷 - 平岡小前 - 東京ドイツ村 - 滝ヶ沢団地 ⇔ 千葉駅

#### 路線バス
- 日東交通 - 主に市東部を管轄する。
- 小湊鉄道 - 主に市西部を管轄する。

### 道路

#### 高速道路
- 館山自動車道
  - 姉崎袖ケ浦IC（所在地は市原市との境）
- 東京湾アクアライン連絡道
  - 袖ケ浦IC
- 首都圏中央連絡自動車道（圏央道）[注 3]

#### 一般国道
- 国道16号
- 国道409号 - 東京湾アクアライン・東京湾アクアライン連絡道との並行区間あり。
- 国道410号

主要地方道
- 千葉県道24号千葉鴨川線（久留里街道）
- 千葉県道33号君津平川線
- 千葉県道87号袖ヶ浦中島木更津線

一般県道
- 千葉県道143号南総昭和線
- 千葉県道145号長浦上総線
- 千葉県道146号木更津根形線
- 千葉県道165号横田停車場上泉線
- 千葉県道167号馬来田停車場中川線
- 千葉県道224号袖ヶ浦停車場線
- 千葉県道287号袖ヶ浦姉ヶ崎停車場線
- 千葉県道300号上高根北袖線

#### 市道
1996年度から4年間かけて一般公募による愛称が制定された。
| - 平成通り - 市道台宿神納線 - けやき通り - 市道笠上台宿線 - 椎の森通り - 市道北袖インターチェンジ線 - ふれあい通り - 市道長浦小中学校線 - 長浦駅前通り - 市道長浦駅前線 - いちょう通り - 市道蔵波鎌倉街道線 - 中袖臨海通り - 市道長浦中袖線 - かつおり通り - 市道勝下清水頭線 - たちばな通り - 市道飯富蔵波台線 - 昭和通り - 市道南袖大野台線 - 海浜公園通り - 市道南袖神納線 | - ならわ北通り - 市道今井坂戸線 - 袖ケ浦駅前通り - 市道袖ケ浦駅前線 - 坂戸の森通り - 市道坂戸川間尻線 - 袖ケ浦フラワーライン - 市道三箇永地線 - のぞみ野通り - 市道台宿横田線 - 金堀通り - 市道川原井金堀台線 - 幽谷通り - 市道川原井林線 - 長泉寺通り - 市道永地寺ノ越線 - 三番線通り - 市道三箇横田線 - 百目木公園通り - 市道横田10号線（広域農道） - 山ゆり通り - 市道吉野田上宮田線 |

### 船舶

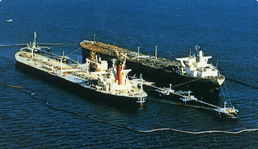
京葉シーバース

国際拠点港湾
- 千葉港 - 南袖ケ浦・北袖ケ浦地区

シーバース
- 京葉シーバース
  - 20万トン級タンカー2隻の接岸が可能

## 名所・旧跡・観光スポット・祭事・催事

### 名所・旧跡
| 神社一覧 - 蔵波八幡神社（くらなみはちまん） - 神明神社（しんめいじんじゃ） - 福王神社（ふくおうじんじゃ） - 率土神社（そっとじんじゃ） - 坂戸神社（さかとじんじゃ） | - 飽富神社（あきとみじんじゃ） - 国勝神社（くにかつじんじゃ） - 野里神社（のざとじんじゃ） - 八幡宮（はちまんぐう） |

寺院一覧
- 笠上観音正福寺（かさがみかんのんしょうふくじ）
- 延命山正光寺 六地蔵（えんめいざんしょうこうじ）
- 延命寺（えんめいじ）

- その他
  - 蔵波城跡 - 武田信政（真里谷信政）が天文年間に築城したとされている
  - 久保田城跡
  - 湾岸大鳥居跡 - 江戸時代に蔵波八幡神社の神輿浜降りのための鳥居として建てられた鳥居の跡
  - 日比友好の井戸 - 1990年（平成2年）にフィリピンからの研修生を招聘し上総堀りの技術を伝えたことを記念するもの

### 観光スポット

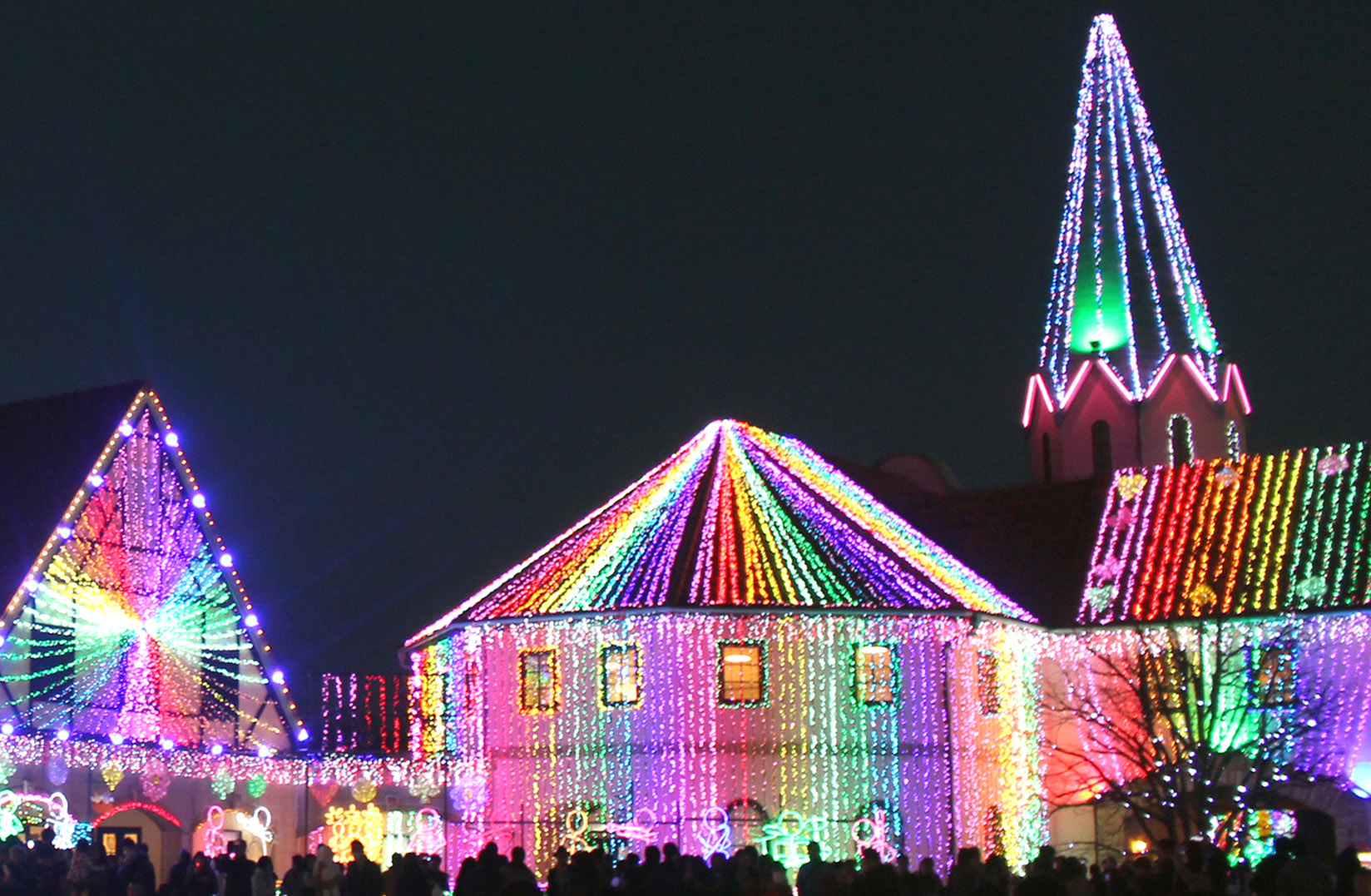
東京ドイツ村

- 東京ドイツ村 - 関東三大イルミネーション認定施設。
- 袖ケ浦ふれあいどうぶつ縁 - 旧ダチョウ王国を引き継いだ動物園。
- 南総園 - ぶどう狩り観光農園。

公園
面積が広い主要な公園のみ記述する。
- 袖ケ浦公園 - 袖ケ浦市郷土博物館を併設し、本館と分館「アクアラインなるほど館」で構成されている。本館施設内に同市の郷土文化である上総掘り関連の資料を展示。また、周辺には縄文時代末期の遺跡・山野（さんや）貝塚もあり、2017年に同市初の国史跡に指定された。
- 袖ケ浦海浜公園 - 毎年9月に氣志團万博（ロック・フェスティバル）が開催される。
- 百目木公園 - テニスコート、野球場、ゲートボールコートなどがあるほか（いずれも有料）、夏季には屋外プールの営業がある。
- 農村公園ひらおかの里（農業体験公園）

ゴルフ場
主要なゴルフ場のみ、他にも多数存在する。
- 東京湾カントリー倶楽部
- カメリアヒルズカントリークラブ - アース・モンダミンカップ（女子プロゴルフトーナメント）が開催される。
- 木更津ゴルフクラブ

サーキット場
- 袖ヶ浦フォレストレースウェイ

キャンプ場
- 森のまきばオートキャンプ場

直売所
- ゆりの里（袖ケ浦市農畜産物直売所） - 農産物など以外にも市のマスコットゆるキャラのガウラのグッズなども販売している。袖ケ浦公園に隣接しており、運営は指定管理制度でJAきみつに委託されている。
- Tassoの森（道の駅ではないが、農産物などの物産販売所として道の駅と同様の機能を持つ商業施設） - 県道24号（久留里街道）に面した場所にある。農産物などの販売の他、3店舗のフードコートが設置されている。

名物・特産品
- ホワイトガウラーメン（ご当地ラーメン） - 地元袖ケ浦市産の牛乳（千葉県は日本の酪農発祥の地とされており、袖ケ浦市を含めて全県で酪農が盛んに行われている）を使用した白いスープのラーメン。

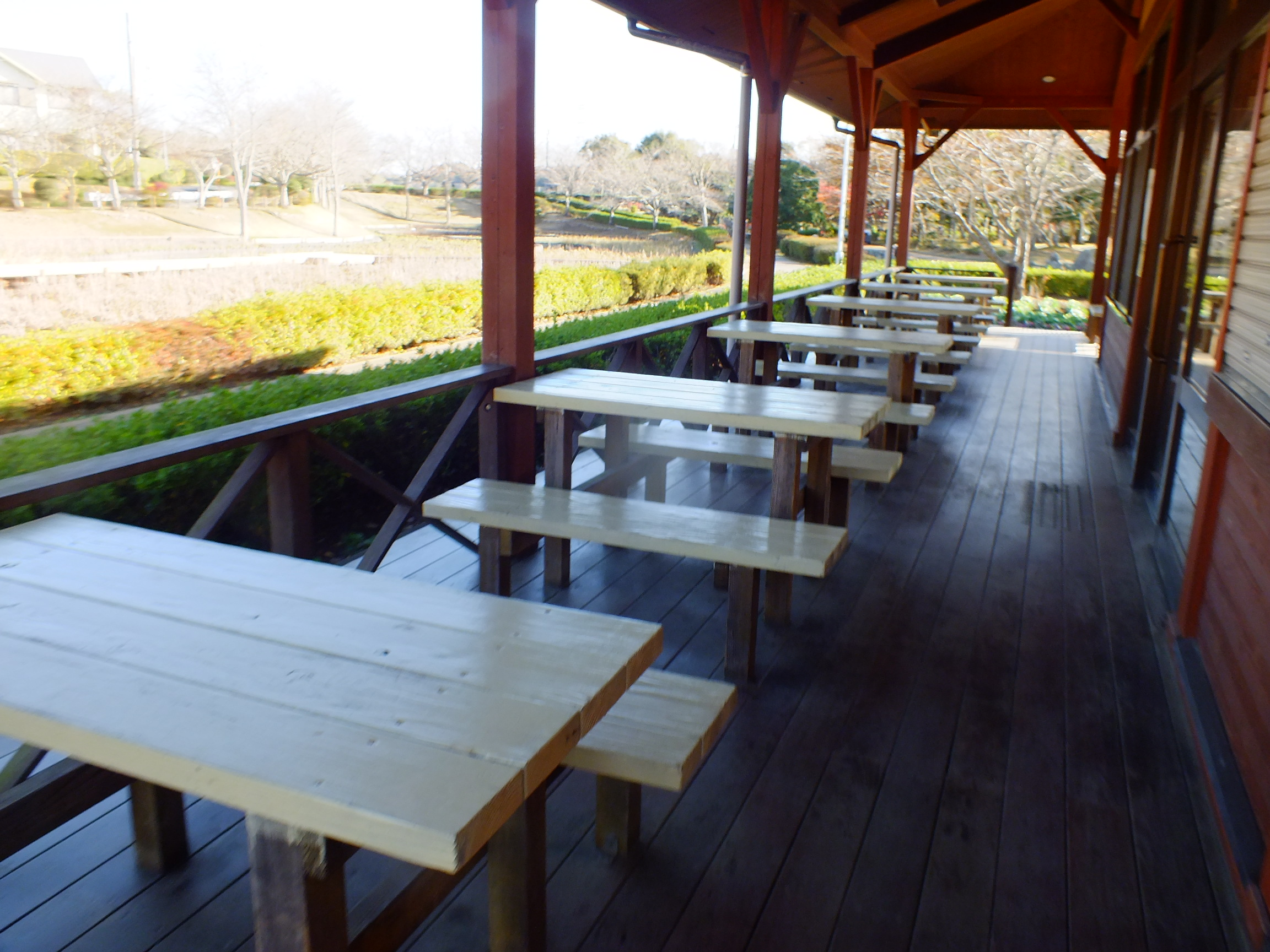
袖ケ浦公園
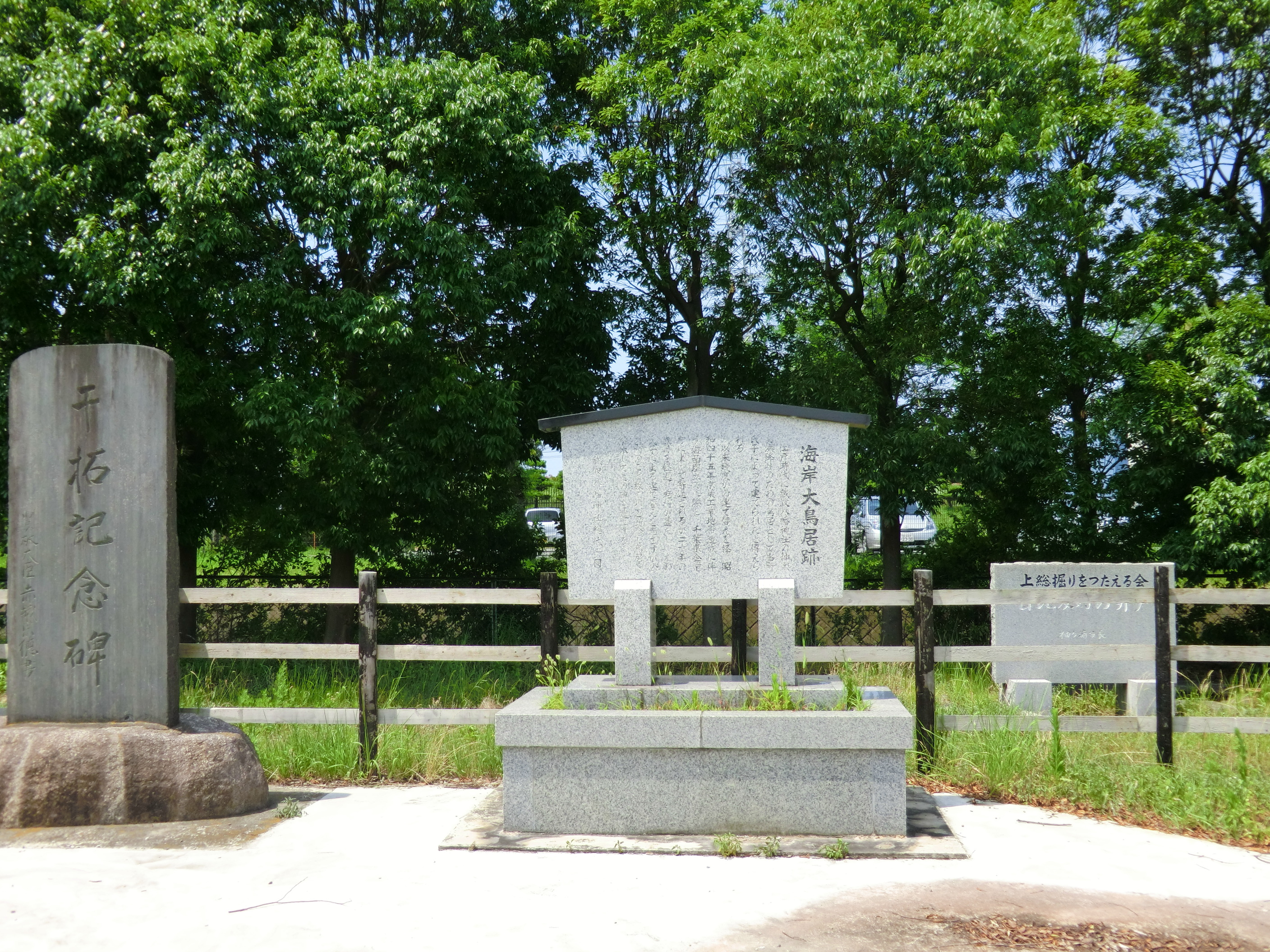
湾岸大鳥居跡・干拓記念碑
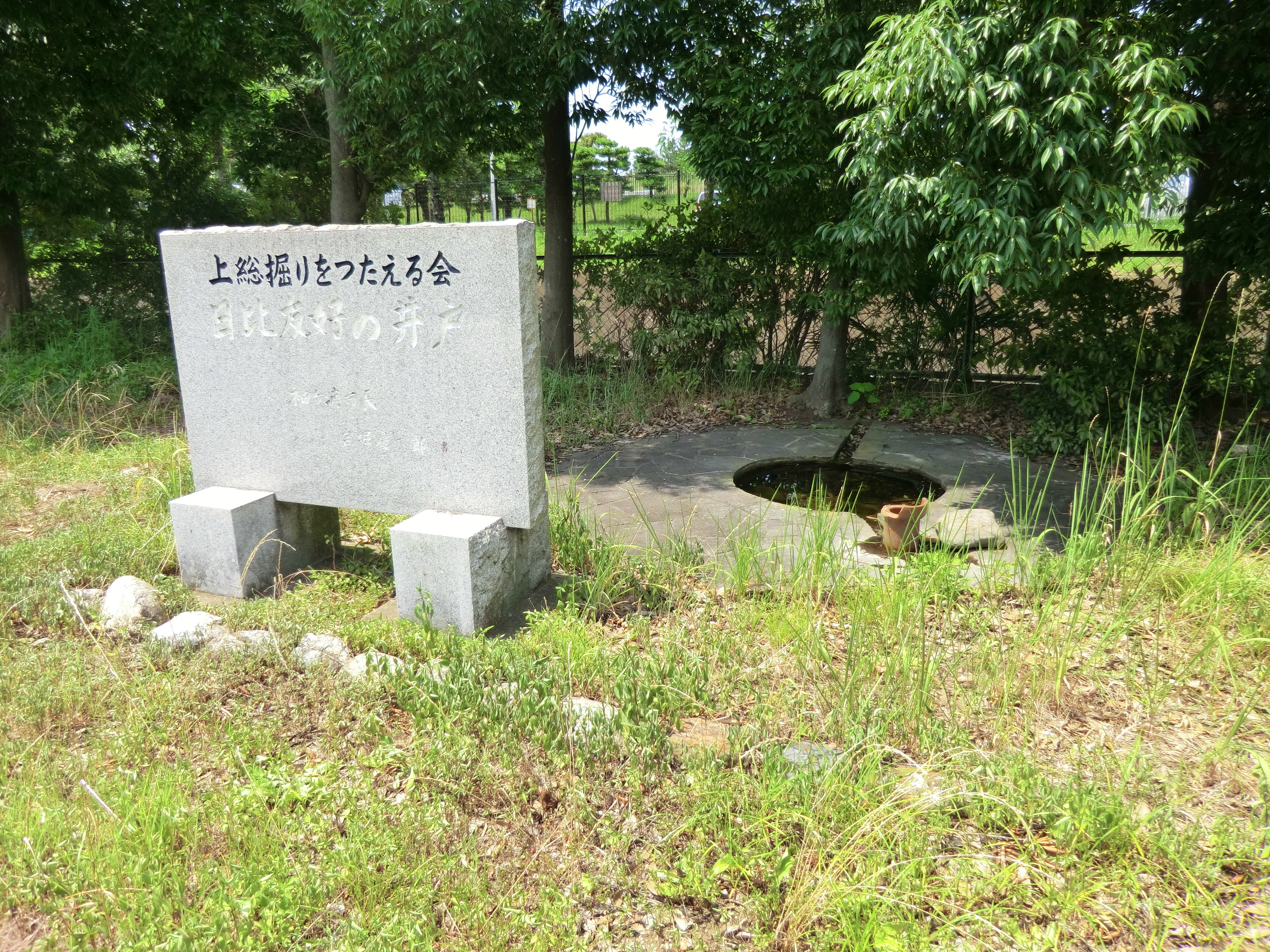
日比友好の井戸

### 祭事・催事
ちばアクアラインマラソンのコースが当市内にも一部ある（2012年、2014年、2016年、2018年）。ちばアクアラインマラソンは2012年から偶数年の10月に隔年開催である。
フルマラソンのコースの一部が当市内区間ある。フルマラソンはスタートとゴールは木更津市だが、途中に当市区間がある。ハーフマラソンは木更津市内のみで完結するので、当市内にコースは無い。フルマラソンコースの袖ケ浦市内部分の主要な経由地は袖ケ浦公園やゆりの里などである。

### 文化財
国・県指定および国登録文化財一覧。
| 番号 | 指定・登録 | 類別                     | 名称                         | 所在地                   | 所有者または管理者     | 指定年月日       | 備考 |
| ---- | ---------- | ------------------------ | ---------------------------- | ------------------------ | ---------------------- | ---------------- | ---- |
| 1    | 国指定     | 重要無形民俗文化財       | 上総掘りの技術               | 上総地方                 | 上総掘り技術伝承研究会 | 平成18年3月15日  |      |
| 2    | 国指定     | 記念物（史跡）           | 山野貝塚                     | 袖ケ浦市飯富             | 個人                   | 平成29年10月13日 |      |
| 3    | 県指定     | 有形文化財（建造物）     | 諏訪神社本殿                 | 袖ケ浦市永地1474         | 諏訪神社               | 平成19年3月16日  | 1棟  |
| 4    | 県指定     | 有形文化財（絵画）       | 絹本著色両界曼荼羅図         | 袖ケ浦市郷土博物館       | 延命寺                 | 平成8年3月22日   | 2幅  |
| 5    | 県指定     | 有形文化財（考古資料）   | 文脇遺跡14号土壙出土一括遺物 | 袖ケ浦市郷土博物館       | 袖ケ浦市               | 平成11年3月30日  | 25点 |
| 6    | 県指定     | 無形民俗文化財           | 飽富神社の筒粥               | 飽富神社                 | 飽富神社氏子           | 昭和63年3月30日  |      |
| 7    | 県指定     | 記念物（天然記念物）     | 坂戸神社の森                 | 袖ケ浦市坂戸市場1441-1他 | 坂戸神社               | 昭和50年3月28日  |      |
| 8    | 国登録     | 登録有形文化財（建造物） | 旧藤谷家住宅主屋・離れ       | 袖ケ浦市代宿303-3他      | 個人                   | 平成28年8月1日   | 2棟  |

## 著名な出身者
- 石崎日梨 - ファッションモデル、女優
- 木内泰史 - ドラム奏者（サンボマスター）
- 鈴木健矢 - プロ野球選手（広島東洋カープ）
- 鈴木秀範 - 元社会人野球選手・監督（日本製鉄かずさマジック）
- 花澤明 - 空手家・キックボクシングジム会長
- 廣山望 - 元プロサッカー選手
- 前田三夫 - 元帝京高校野球部監督
- 吉田裕一 - 建築家
- 若山かずさ - 演歌歌手
- 出口清 - 元袖ケ浦市長
- 官野一彦 - パラサイクリング選手、元車いすラグビー日本代表選手

## 袖ケ浦市を撮影した作品
映画『ぬくもりの内側』 （2023年公開 イオンエンターテイメント、白石美帆・三田佳子・渡辺裕之・音無美紀子）